# 베르톨트 볼체
베르톨트 볼체(Berthold Woltze, 1829년 8월 24일 하펠베르크 ~ 1896년 11월 29일 바이마르)는 독일의 장르화가, 초상화가, 삽화가였다.
베르톨트 볼체는 바이마르 작센 대공국 미술학교의 교수였다. 1871년부터 1878년까지 《가르텐라우베》 신문에 수많은 작품을 발표했다. 그의 가장 유명한 작품 중 하나는 《성가신 신사》(Der lästige Kavalier, The Annoying Gentleman)이다.
건축화가 페터 볼체(Peter Woltze, 1860년~1925년)의 아버지였다.

## 갤러리

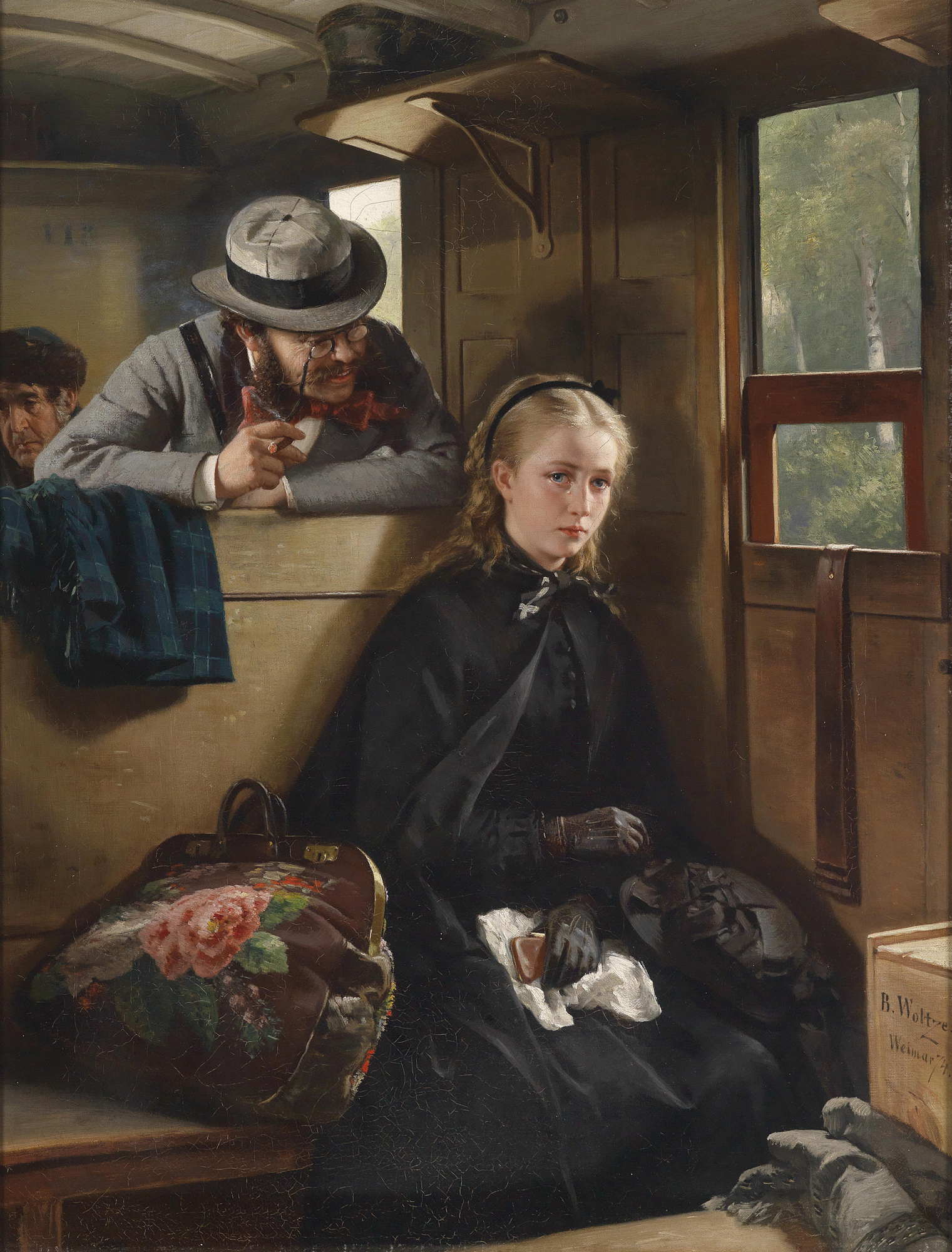
《성가신 신사》(Der lästige Kavalier, The Annoying Gentleman), 1874년, 캔버스에 유채, 베를린 독일역사박물관
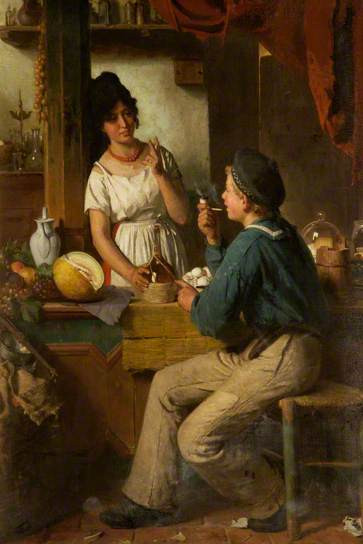
《흥정》(Das Schnäppchen, The Bargain), 캔버스에 유채, 런컨 타운 홀
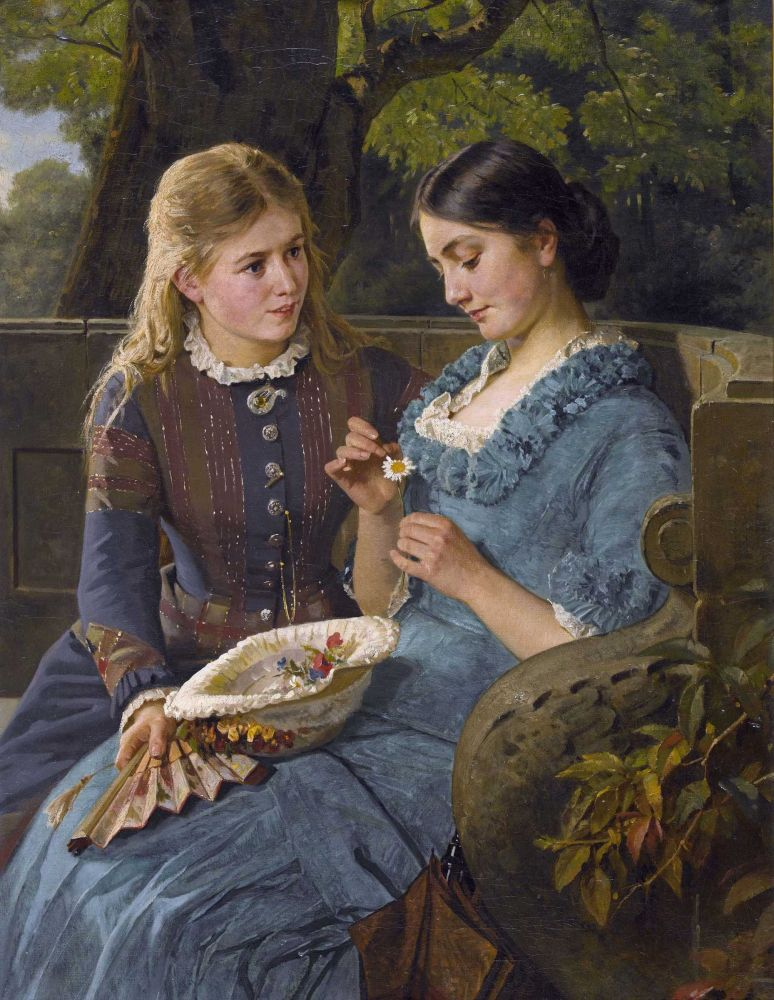
《사랑에 빠진 젊은 여성이 있는 공원 풍경》(Parkszene mit verliebter junger Frau, Park Scene with a Young Woman in Love), 캔버스에 유채, 개인 소장
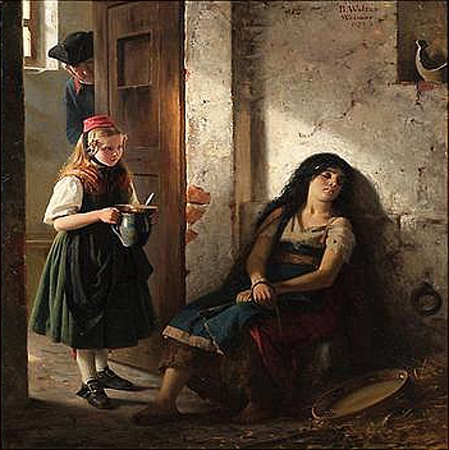
《구속된 젊은 집시 여성》(Junge Zigeunerin im Arrest, Young Gipsy under Arrest), 캔버스에 유채, 개인 소장
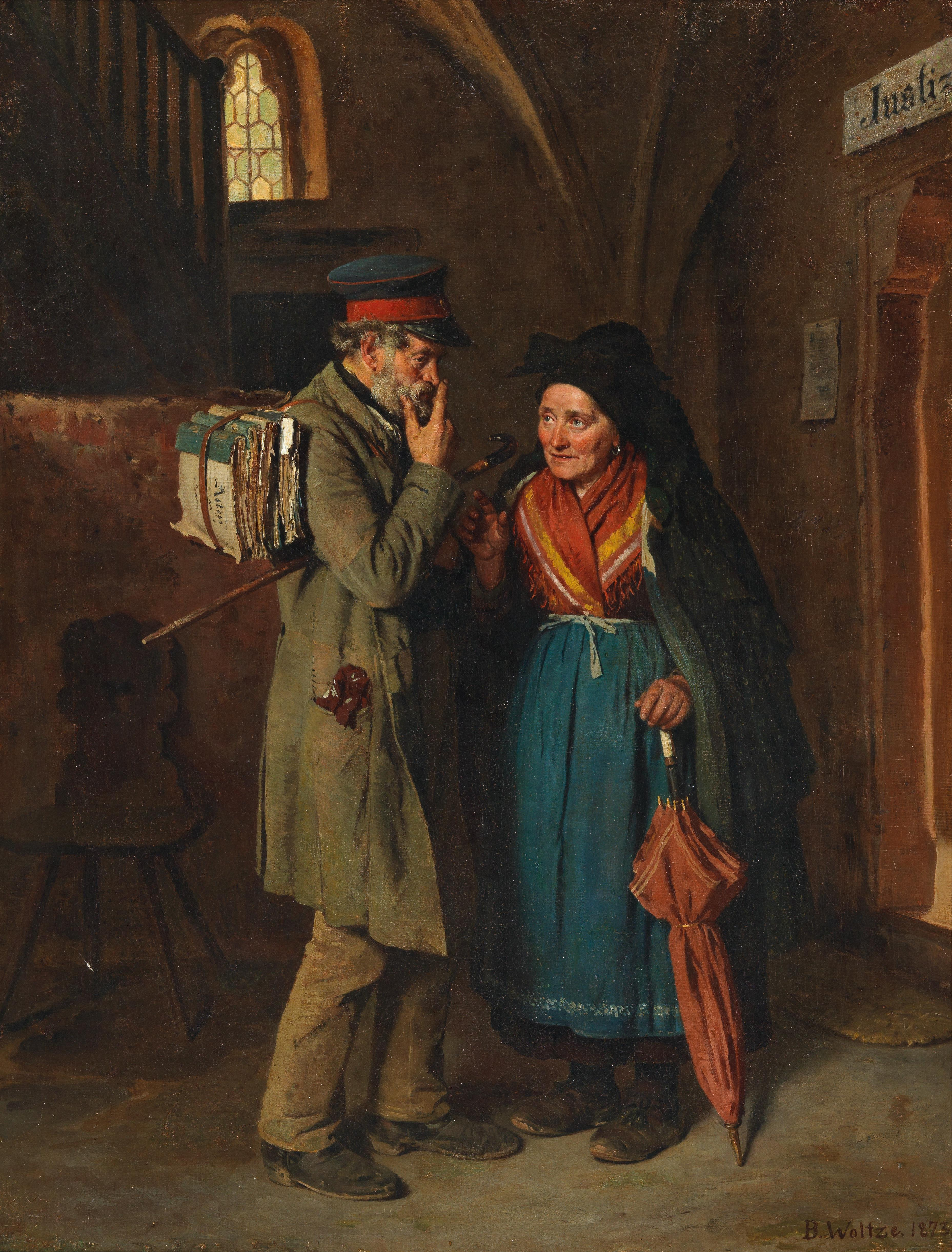
《좋은 충고는 비싸다!》(Guter Rat ist teuer!, Good Advice is Expensive!), 1873년, 캔버스에 유채, 소재 불명
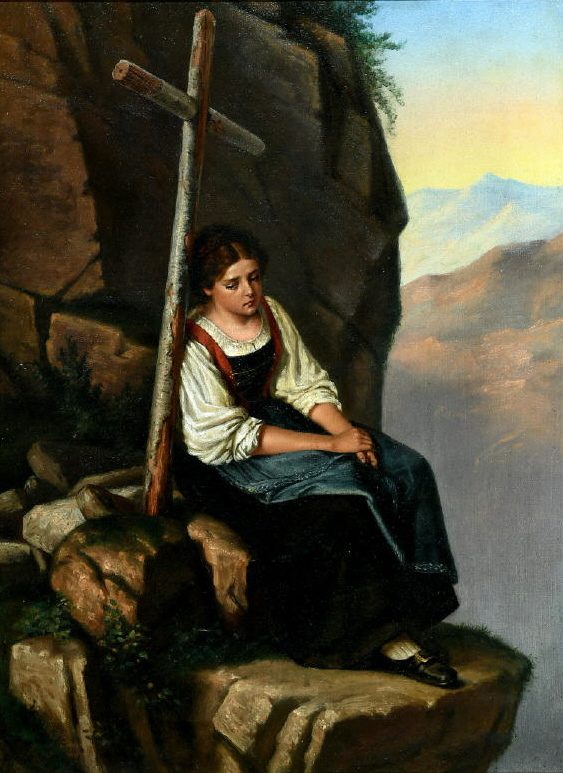
《십자가 옆의 바위 턱에 앉은 소녀》(Auf einem Felsvorsprung neben einem Kreuz sitzendes Mädchen, Girl sitting on a ledge next to a cross), 캔버스에 유채, 개인 소장
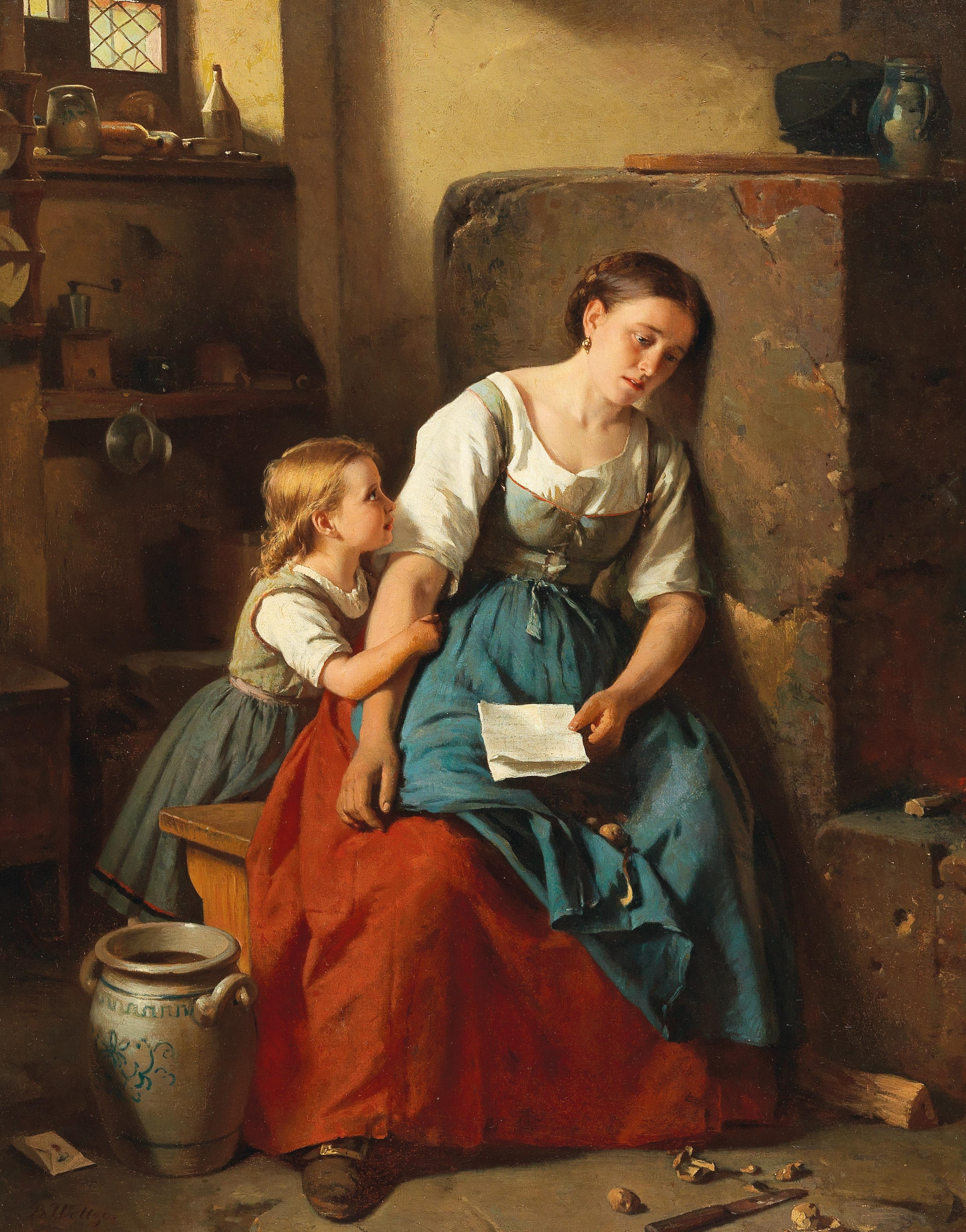
《편지》(Der Brief, The Letter), 캔버스에 유채, 개인 소장
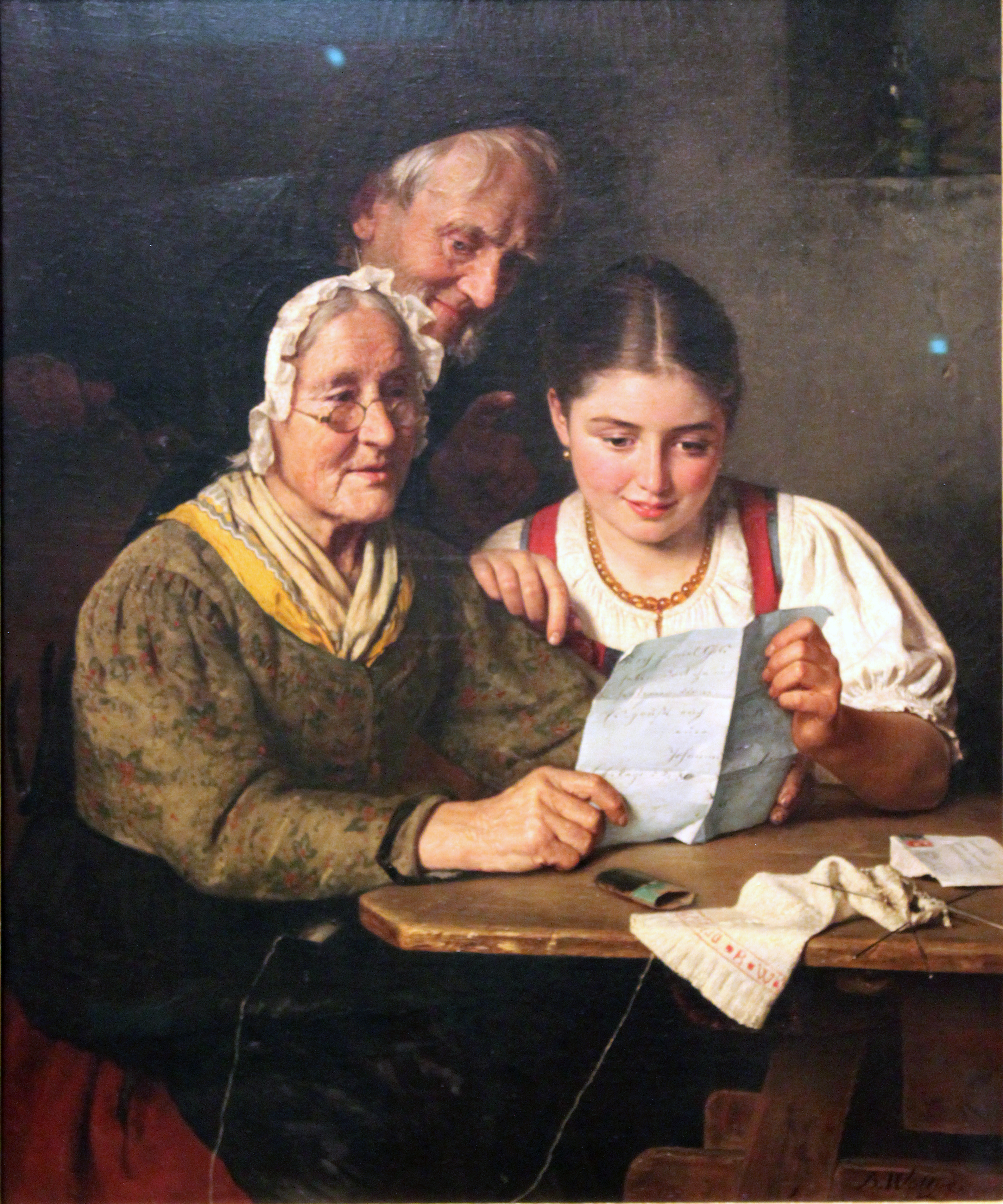
《미국에서 온 편지》(Ein Brief aus Amerika, A Letter from America), 1860년경, 캔버스에 유채, 베를린 독일역사박물관
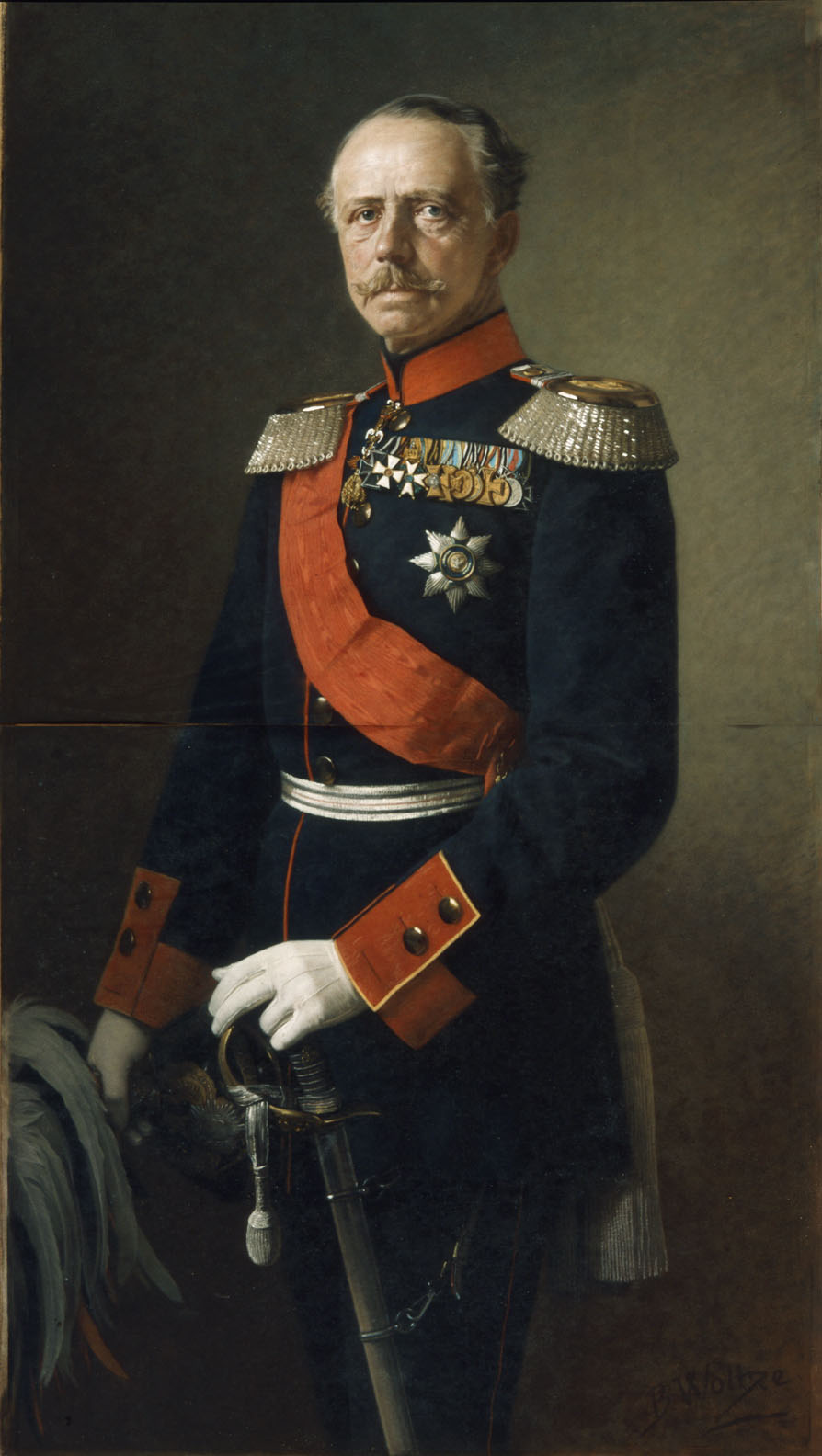
《작센바이마르아이제나흐 대공 카를 알렉산더》(Carl Alexander Großherzog von Sachsen-Weimar-Eisenach), 캔버스에 유채, 바이마르 클라식 재단